# Бобо-Усмон Батуров
Бобо-Усмон Батуров (узб. Bobo-Usmon Baturov; 16 листопада 1994, Джиззак) — узбецький боксер, призер чемпіонату світу серед аматорів, чемпіон Азії і Азійських ігор.

## Аматорська кар'єра
Бобо-Усмон Батуров почав займатися боксом лише в дев'ятнадцять років. 2018 року, здобувши п'ять перемог, у тому числі у фіналі над Асланбеком Шимбергеновим (Казахстан) — 3-1, став чемпіоном Азійських ігор.
2019 року, здобувши п'ять перемог, у тому числі у фіналі над Окадзава Севоном (Японія) — 4-1, став чемпіоном Азії.
На чемпіонаті світу 2019 завоював бронзову медаль.
- В 1/16 фіналу переміг Браяна Аррегі (Аргентина) — 5-0
- В 1/8 фіналу переміг Деланте Джонсона (США) — 5-0
- У чвертьфіналі переміг Зеяда Ішаіш (Йорданія) — 5-0
- У півфіналі програв Пету Маккормаку (Англія) — 0-5

2021 року, здобувши три перемоги, у тому числі у півфіналі над Вікас Крішан Ядав (Індія) — 4-1 і у фіналі над Аблайханом Жусуповим (Казахстан) — 4-1, вдруге став чемпіоном Азії.
На Олімпійських іграх 2020, які пройшли в Токіо у липні—серпні 2021 року, переміг Рогана Полансо (Домініканська Республіка) — 4-0, а у чвертьфіналі програв Пету Маккормаку (Велика Британія) — 1-4.